# 彎角熙螢金花蟲
彎角熙螢金花蟲（学名：Cerophysa chujoi）为金花蟲科熙螢金花蟲屬下的一个种。